# Pernilla Gesén

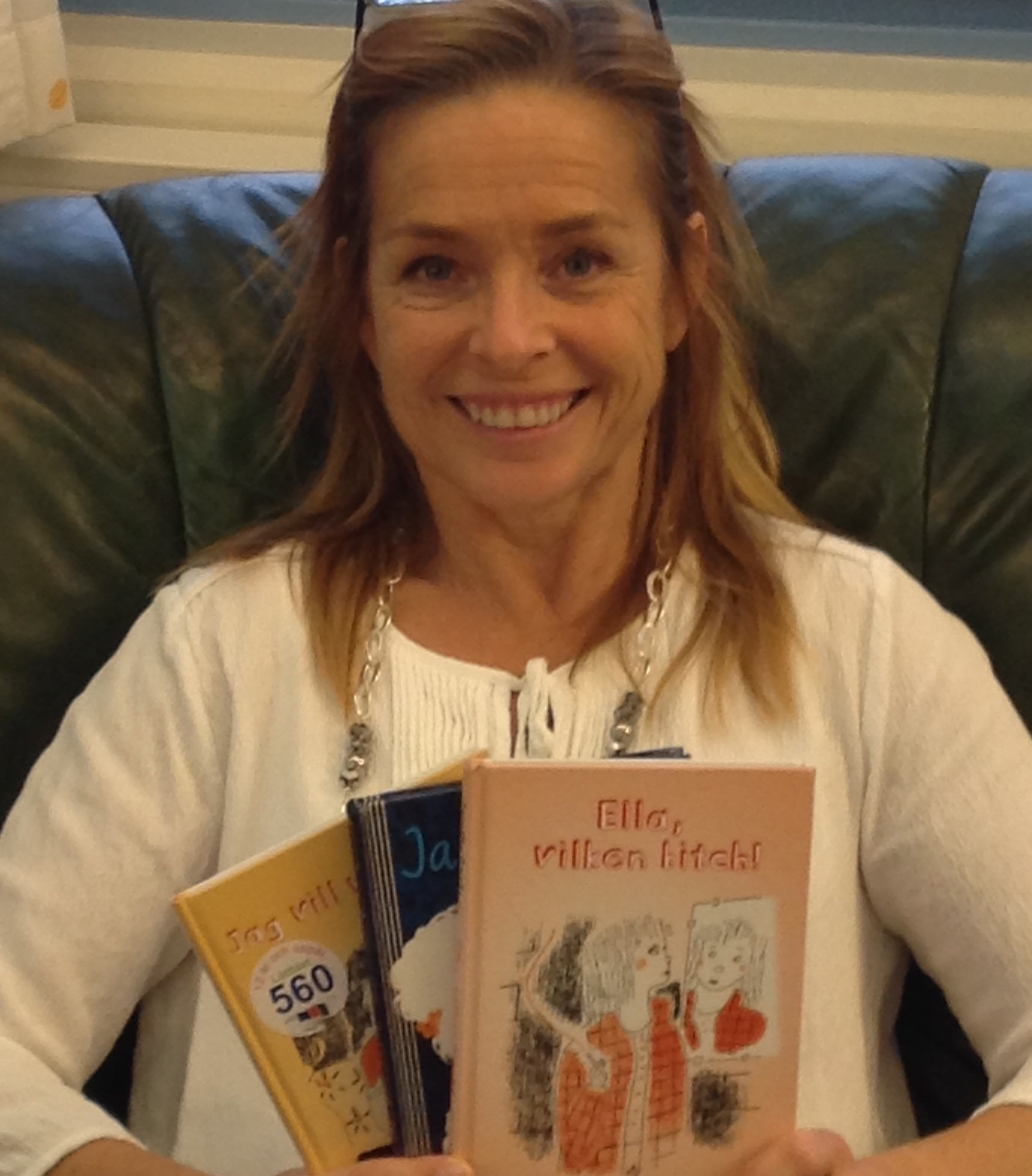
Pernilla Gesén 2016

Pernilla Gesén, född i Stockholm 1965, är en svensk barn- och ungdomsboksförfattare. Pernilla Gesén hade svårt att lära sig läsa när hon gick i skolan, men redan som liten var hon bra på att hitta på historier. Hon är uppvuxen i Nacka kommun och efter att ha bott på Södermalm i 30 år är hon återigen tillbaka i sin hemkommun Nacka där hon bor på Henriksdalsberget, precis som karaktären Alva. Hon har en bakgrund som manusförfattare och har skrivit många avsnitt till TV-såporna Skilda världar och Nya tider. Pernilla Gesén har gett ut drygt 50 böcker. Bokserien om Alva filmatiserades och sändes som TV-serie på SVT Barnkanalen 2017 och 2018. Pernilla Gesén arbetar heltid som författare. Hon är även ofta ute i skolor och bibliotek på författarbesök.